# Globulo polare
I globuli polari (o polociti), insieme alla cellula uovo, sono i prodotti della gametogenesi femminile, ovvero l'ovogenesi.

## Descrizione e funzione
Gli ovogoni (diploidi) nelle gonadi femminili si differenziano in ovociti primari (diploidi); quest'ultimi vanno incontro alla prima divisione meiotica e danno origine a 2 cellule aploidi di dimensioni differenti:
- un ovocita secondario;
- un globulo polare.

Il globulo polare non riceve praticamente citoplasma dalla divisione che porta alla sua formazione e da un punto di vista riproduttivo non ha alcuna funzione, dato che non può essere fecondato. Il globulo polare consiste quindi in un semplice ammasso di materiale genomico che può intraprendere 2 vie:
- effettuare una seconda divisione formando così due nuovi globuli polari;
- degenerare e morire.

In conclusione, i prodotti dell'ovogenesi sono una cellula uovo e tre globuli polari; si tratta quindi di un gamete funzionale e tre cellule ridotte e non funzionali.